# Ferdinand Omanyala
Ferdinand Omanyala Omurwa (* 2. Januar 1996 in Hamisi) ist ein kenianischer Leichtathlet, der sich auf den Sprint spezialisiert hat. Er ist seit 2021 Inhaber des Afrikarekordes im 100-Meter-Lauf und wurde 2022 Afrikameister über diese Distanz und siegte auch bei den Commonwealth Games.

## Sportliche Laufbahn
Erste internationale Erfahrungen sammelte Ferdinand Omanyala bei den IAAF World Relays 2017 in Nassau, bei denen er mit der kenianischen 4-mal-200-Meter-Staffel mit 1:23,04 min den Finaleinzug verpasste. Im August startete er im 100-Meter-Lauf bei der Sommer-Universiade in Taipeh, wurde anschließend aber wegen eines Dopingverstoßes disqualifiziert und bis 2019 gesperrt. 2021 lief er in Nigeria die 100 Meter in 10,01 s und qualifizierte sich damit für die Olympischen Sommerspiele in Tokio, bei denen er mit 10,00 s im Halbfinale ausschied. Im August blieb er im österreichischen Andorf erstmals unter der 10-Sekunden-Marke und stellte mit 9,86 s einen neuen kenianischen Landesrekord auf. Mitte September wurde er beim Kip Keino Classic im heimischen Nairobi in 9,77 s Zweiter hinter dem US-Amerikaner Trayvon Bromell und verbesserte damit den Afrikarekord des Südafrikaners Akani Simbine um sieben Hundertstelsekunden. Im Jahr darauf verbesserte er in der Halle den kenianischen Landesrekord im 60-Meter-Lauf auf 6,57 s und schied im März bei den Hallenweltmeisterschaften in Belgrad mit 6,64 s im Semifinale aus. Im Mai siegte er mit Weltjahresbestleistung von 9,85 s beim Kip Keino Classic und siegte dann im Juni in 9,93 s bei den Afrikameisterschaften in Port Louis und wurde damit der zweite Afrikameister aus Kenia über die kurze Sprintdistanz nach Joseph Gikonyo im Jahr 1990. Zudem siegte er in 39,28 s gemeinsam mit Dan Kiviasi, Mike Mokamba und Samwel Imeta mit neuem Landesrekord in der 4-mal-100-Meter-Staffel und kam im 200-Meter-Lauf mit 21,16 s nicht über die erste Runde hinaus. Im Juli schied er bei den Weltmeisterschaften in Eugene mit 10,14 s im Halbfinale aus und anschließend siegte er in 10,02 s über 100 Meter bei den Commonwealth Games in Birmingham und kam dort im Staffelbewerb nicht ins Ziel.
2023 steigerte er den Hallenrekord über 60 Meter auf 6,54 s und Ende April siegte er in windunterstützten 9,78 s über 100 Meter beim Botswana Golden Grand Prix, ehe er beim Kip Keino Classic mit 9,84 s siegte. Anschließend wurde er beim Meeting International Mohammed VI d’Athlétisme de Rabat in 10,05 s Dritter und gelangte bei der Golden Gala Pietro Mennea mit 10,05 s auf Rang zwei, wie auch beim Meeting de Paris mit 9,98 s. Ende Juli siegte er in 9,92 s beim Herculis und belegte dann bei den Weltmeisterschaften in Budapest mit 10,07 s im Finale den siebten Platz. Kurz darauf siegte er in 9,94 s beim Hanžeković Memorial und wurde dann beim Prefontaine Classic in 9,85 s Dritter. Im Jahr darauf belegte er bei den Hallenweltmeisterschaften in Glasgow in 6,56 s den vierten Platz über 60 Meter. Im Mai verpasste er bei den World Athletics Relays auf den Bahamas mit der 4-mal-100-Meter-Staffel eine Direktqualifikation für die Olympischen Sommerspiele in Paris. Anschließend wurde er beim Prefontaine Classic in 9,98 s Zweiter über 100 Meter und siegte in 10,01 s bei den FBK Games. Im August schied er bei den Olympischen Spielen mit 10,08 s im Halbfinale über 100 Meter aus. Daraufhin wurde er beim Memoriał Kamili Skolimowskiej in 9,88 s Zweiter.
In den Jahren 2019, 2022 und 2023 wurde Omanyala kenianischer Meister im 100-Meter-Lauf sowie 2022 auch über 200 Meter.

## Persönliche Bestzeiten
- 100 Meter: 9,77 s (+1,2 m/s), 18. September 2021 in Nairobi (Afrikarekord)
  - 60 Meter (Halle): 6,51 s, 11. Februar 2024 in Paris (kenianischer Rekord)
- 200 Meter: 20,33 s (+0,1 m/s), 27. April 2022 in Nairobi